# Червена-Ржечіце
Червена-Ржечіце (чеськ. Červená Řečice) — місто в районі Пельгржимов краю Височина, Чехія.
Населення — 963 мешканці (2013).

## Географія
Місто розташоване на мальовничому високогір'ї приблизно за 10 км на північний схід від м. Пельгржимова поряд з р. Трнава.

## Історія
Назва походить від невеликої річки. Ім'я міста Червена-Ржечіце вперше згадується в писемних джерелах в 1558 році, до цього в 1279—1290 — під ім'ям Ржечіце. У XII столітті – центр великого маєтку, що належав празьким єпископам, пізніше – архієпископству.

## Адміністративний поділ
Адміністративно складається з 5 районів:
- Червена-Ржечіце
- Змішовіце,
- Попеліштна,
- Техораз,
- Милотічки.

## Визначні пам'ятки
Місто має багату історію, його щорічно відвідує багато туристів.
Центр міста є квадратною площею розміром в один гектар. Понад половину площі займає парк. З 2003 року центр міста є історичною заповідною зоною. Над площею підноситься церква Святої Марії Магдалини та старовинний архієпископський замок з ровом, який у XVI столітті був перебудований у ренесансному стилі (з 2014 року – національна пам'ятка культури Чехії). Серед визначних пам'яток — цвинтар біля костелу Тіла Христового (пізня готика).

## Населення
| Рік  | Чисельність | Чисельність |
| ---- | ----------- | ----------- |
| 1869 | 2039        | [ 6 ]       |
| 1880 | 2061        | [ 6 ]       |
| 1890 | 1936        | [ 6 ]       |
| 1900 | 1873        | [ 6 ]       |
| 1910 | 1947        | [ 6 ]       |
| 1921 | 1826        | [ 6 ]       |
| 1930 | 1510        | [ 6 ]       |

| Рік  | Чисельність | Чисельність |
| ---- | ----------- | ----------- |
| 1950 | 1210        | [ 6 ]       |
| 1961 | 1320        | [ 6 ]       |
| 1970 | 1310        | [ 6 ]       |
| 1980 | 1272        | [ 6 ]       |
| 1991 | 1073        | [ 6 ]       |
| 2001 | 987         | [ 6 ]       |
| 2014 | 975         | [ 7 ]       |

| Рік  | Чисельність | Чисельність |
| ---- | ----------- | ----------- |
| 2016 | 997         | [ 8 ]       |
| 2017 | 1017        | [ 9 ]       |
| 2018 | 1008        | [ 10 ]      |
| 2019 | 1003        | [ 11 ]      |
| 2020 | 1006        | [ 12 ]      |
| 2021 | 1006        | [ 13 ]      |
| 2021 | 1015        | [ 14 ]      |

| Рік  | Чисельність | Чисельність |
| ---- | ----------- | ----------- |
| 2022 | 1009        | [ 15 ]      |
| 2023 | 1030        | [ 16 ]      |
| 2024 | 1045        | [ 17 ]      |
| 2025 | 1024        | [ 4 ]       |

| Рік  | Чисельність | Чисельність |
| ---- | ----------- | ----------- |
| 1869 | 2039        | [ 6 ]       |
| 1880 | 2061        | [ 6 ]       |
| 1890 | 1936        | [ 6 ]       |
| 1900 | 1873        | [ 6 ]       |
| 1910 | 1947        | [ 6 ]       |
| 1921 | 1826        | [ 6 ]       |
| 1930 | 1510        | [ 6 ]       |

| Рік  | Чисельність | Чисельність |
| ---- | ----------- | ----------- |
| 1950 | 1210        | [ 6 ]       |
| 1961 | 1320        | [ 6 ]       |
| 1970 | 1310        | [ 6 ]       |
| 1980 | 1272        | [ 6 ]       |
| 1991 | 1073        | [ 6 ]       |
| 2001 | 987         | [ 6 ]       |
| 2014 | 975         | [ 7 ]       |

| Рік  | Чисельність | Чисельність |
| ---- | ----------- | ----------- |
| 2016 | 997         | [ 8 ]       |
| 2017 | 1017        | [ 9 ]       |
| 2018 | 1008        | [ 10 ]      |
| 2019 | 1003        | [ 11 ]      |
| 2020 | 1006        | [ 12 ]      |
| 2021 | 1006        | [ 13 ]      |
| 2021 | 1015        | [ 14 ]      |

| Рік  | Чисельність | Чисельність |
| ---- | ----------- | ----------- |
| 2022 | 1009        | [ 15 ]      |
| 2023 | 1030        | [ 16 ]      |
| 2024 | 1045        | [ 17 ]      |
| 2025 | 1024        | [ 4 ]       |